# Mathew Gorter
Mathew Gorter (* 22. Juli 1985) ist ein neuseeländischer Mountainbike- und Straßenradrennfahrer.
Mathew Gorter wurde 2009 neuseeländischer Meister im Mountainbike-Marathon. Auf der Straße wurde er 2009 jeweils Dritter bei dem Eintagesrennen Hamilton-Whangamata und beim Harbour Ride Long Bays Classic. Bei der Tour of Southland belegte er bei der vierten Etappen nach Tuatapere den dritten Platz hinter dem Sieger Patrick Bevin. Von 2010 bis 2012 fuhr Gorter für das neuseeländische Continental Team Subway-Avanti.

## Erfolge – Mountainbike
2009
- Neuseeländischer Meister – Marathon

## Teams
- 2010 Subway-Avanti
- 2011 Subway Cycling Team
- 2012 Subway Cycling Team